# Вискон (Флорида)
Вискон (енгл. Wiscon) насељено је место без административног статуса у америчкој савезној држави Флорида.

## Демографија
По попису из 2010. године број становника је 706.
| Група             | 2000.    | 2010.       |
| Белци             | 0 (0,0%) | 655 (92,8%) |
| Афроамериканци    | 0 (0,0%) | 8 (1,1%)    |
| Азијати           | 0 (0,0%) | 1 (0,1%)    |
| Хиспаноамериканци | 0 (0,0%) | 25 (3,5%)   |
| Укупно            | 0        | 706         |